# CONTINUE (MEGのアルバム)
『CONTINUE』（コンティニュー）は、2013年12月4日に発売されたMEGの10枚目のアルバムである。

## 概要
キングレコード内レーベルスターチャイルド移籍後2枚目のフルアルバムとなる。
「初回限定盤」と「通常盤」との2形態での発売。
RPGをコンセプトにし、ゲームの展開に応じた局面が各楽曲のテーマとなっている。

## 収録曲

### CD
1. prologue
（作曲・編曲：石井AQ／テーマ：RPGオープニングインスト）
2. 旅立ちの歌
（作詞・作曲：谷山浩子／編曲：石井AQ／テーマ：プロローグ・冒険の始まり）
谷山がアルバム『月に聞いた11の物語』でセルフカバーしている。
3. SAVE
（作詞：MEG／作曲・編曲：横山克／テーマ：戦い1-社会との戦い）
4. ハナレタイノハ…
（作詞・作曲・編曲：tofubeats／テーマ：自立・家族との別れ）
5. WE LIVE, WE LOVE
（作詞：岩里祐穂／作曲：末光篤／編曲：渡邊忍／テーマ：仲間との出会い）
6. 君が為
（作詞：薔薇園アヴ／作曲：DECO*27／編曲：AKIRASTAR／テーマ：戦い2-誰かの為の戦い）
7. 宇宙のMON DIEU
（作詞：ROLLY／作曲：ROLLY・長谷川智樹／編曲：長谷川智樹／テーマ：恋の目覚め・恋愛→結ばれる）
8. KISS OR BITE
（作詞：藤林聖子／作曲・編曲：TeddyLoid／テーマ：悲劇・疑い）
9. くるみ割り
（作詞：小島麻由美・MEG／作曲：小島麻由美／編曲：佐藤清喜／テーマ：心の混沌・孤独・挫折）
10. clair de lune
（作詞：AZUKI七／作曲・編曲：住友紀人／テーマ：神殿・聖なる力→進化）
11. A BATTLE OF PARADOX
（作詞：森雪之丞／作曲：TeddyLoid／編曲：TeddyLoid・住友紀人／テーマ：戦い3-自分との戦い）
12. CONTINUE
（作詞：MEG／作曲・編曲：DE DE MOUSE／テーマ：フィナーレ）

### DVD
1. KISS OR BITE MUSIC CLIP
2. SAVE MUSIC CLIP
3. 8bit RPG 「MEG THE WORLD FUTURE」